# Риђичка пека
Риђичка пека је привредно-туристичка и културна манифестација такмичарског карактера у припремању пеке која се одржава у Риђици. Одржава се од 2021. године током јула или августа месеца и траје један дан. Покровитељ манифестације је Општина Сомбор, а организатори су Mесна заједница „Риђица“ и удружења грађана из овог насељеног места.

## О манифестацији
Манифестација се организује у центру села, на платоу испред Конака, а припремање пеке буде употпуњено културно – уметничким садржајем, као и пена забавом за најмлађе посетиоце.

## Хронологија
Риђичка пека се организује током јула или августа месеца и траје један дан. До сада је организована:
- 2021 - одржана је 15. августа а сав приход од догађаја дониран је за обнову православног храма у овом селу. Програм у центру села је започет у 17 часова паљењем пеке, потом је испред Дома културе наступило Културно-уметничко друштво, одржана је ватрогасна вежба након чега је уприличена и пена парти за децу.[2]

- 2022 - одржана је 13. августа током које су посетиоци имали прилику да погледају изложбу Седам векова Риђице, као и да се упознају са риђичким винаријама.[3]У оквиру културно-уметничког програма наступила је ветеранска група фолклора изводећи кореографију Игре из Србије.[4]

- 2023 - одржана је 22. јула под слоганом „Враћамо се нашим коренима“ са укупно 41 учесника и много гостију који овом манифестацијом чувају своју традицију од заборава како би је пренели својим наследницима.[1]

- 2024 - одржана је 20. јула када је више од 32 врсна мајстора показало своје кулинарско умеће у спремању пеке. Посетиоци мнифестације имали су прилику да уживају у културно-уметничком програму, упознају се са риђичким винаријама и да погледају мађионичарску представу, а приређен је и програм за децу.[5]

- 2025 - одржаће се 19. јула.